# Lewisville (Teksas)
Lewisville je grad u američkoj saveznoj državi Teksas. Prema popisu stanovništva iz 2010. u njemu je živjelo 95.290 stanovnika.